# Темелко Михайлов
Темелко Георгиев Михайлов е български революционер, войвода на Вътрешната македоно-одринска революционна организация.

## Биография
Михайлов е роден в 1883 година във велешкото село Бистрица, тогава в Османската империя. Присъединява се към ВМОРО и действа като куриер. В 1905 година става войвода на организацията. Сражава се със сръбски чети при Ореше и Нежилово. В 1906 година отново се сражава със сръбска чета в Бистришката планина.
Взима участие в Първата световна война като войник от Планинската дивизия.
На 20 февруари 1943 година, като жител на Скопие, подава молба за българска народна пенсия, която е одобрена и пенсията е отпусната от Министерския съвет на Царство България.